# Hagen Schmidt
Hagen Schmidt (* 11. Februar 1970 in Sömmerda) ist ein ehemaliger deutscher Fußballspieler und heutiger Trainer.

## Sportliche Laufbahn
Schmidt spielte nicht in den beiden höchsten Spielklassen des deutschen Ligensystems. Mit dem FC Rot-Weiß Erfurt und dem FSV Wacker 90 Nordhausen konnte der Verteidiger drei Partien im landesweiten Vereinspokal bestreiten. In den 1990er-Jahren kickte Schmidt vor allem in der drittklassigen Amateur-Oberliga und dann in der 1994 wieder eingeführten Regionalliga.

## Trainerlaufbahn
Zwischen Januar 2002 und Sommer 2005 leitete Schmidt das Nachwuchsleistungszentrum von Sachsen Leipzig, im direkten Anschluss das Nachwuchsleistungszentrum des Halleschen FC. Er absolvierte seit 2009 seinen ersten Trainerjob bei den A-Junioren (U19) der Hallenser, die nach Abschluss der Bundesliga-Saison 2012/13 als Tabellenletzter der Staffel Nord/Nordost abstiegen. In dieser Zeit erwarb Schmidt außerdem an der Hennes-Weisweiler-Akademie die Fußballlehrer-Lizenz (UEFA Pro Level).
Zur Saison 2014/15 beendete Schmidt seine Tätigkeit im Nachwuchsleistungszentrum. Er wurde Trainer der U19 des VfL Wolfsburg und belegte mit seinem Team den vierten, in der Saison 2015/16 den zweiten Platz der A-Junioren-Bundesliga (Staffel Nord/Nordost). 
Zur Saison 2016/17 übernahm Schmidt die B1-Junioren (U17) von Borussia Mönchengladbach, die sich in der West-Staffel der B-Junioren-Bundesliga regelmäßig im oberen Tabellendrittel platzieren konnte.
Am 18. Oktober 2021 unterschrieb Schmidt beim Drittligisten MSV Duisburg einen Vertrag bis Sommer 2023. Dort war Cheftrainer Pavel Dotchev zuvor entlassen worden. Schmidt übernahm die Mannschaft nach dem 12. Spieltag der Saison 2021/22 auf dem 17. Platz. Nachdem der MSV in der Schlussphase der Saison noch einmal in erhöhte Abstiegsgefahr geraten war, trennte sich der Verein vor dem vorletzten Spieltag vom Trainer und ersetzte ihn durch Torsten Ziegner.